# Beata cinereonitida
Beata cinereonitida là một loài nhện trong họ Salticidae.
Loài này thuộc chi Beata. Beata cinereonitida được Eugène Simon miêu tả năm 1902.